# Arquitetura do Reino Unido

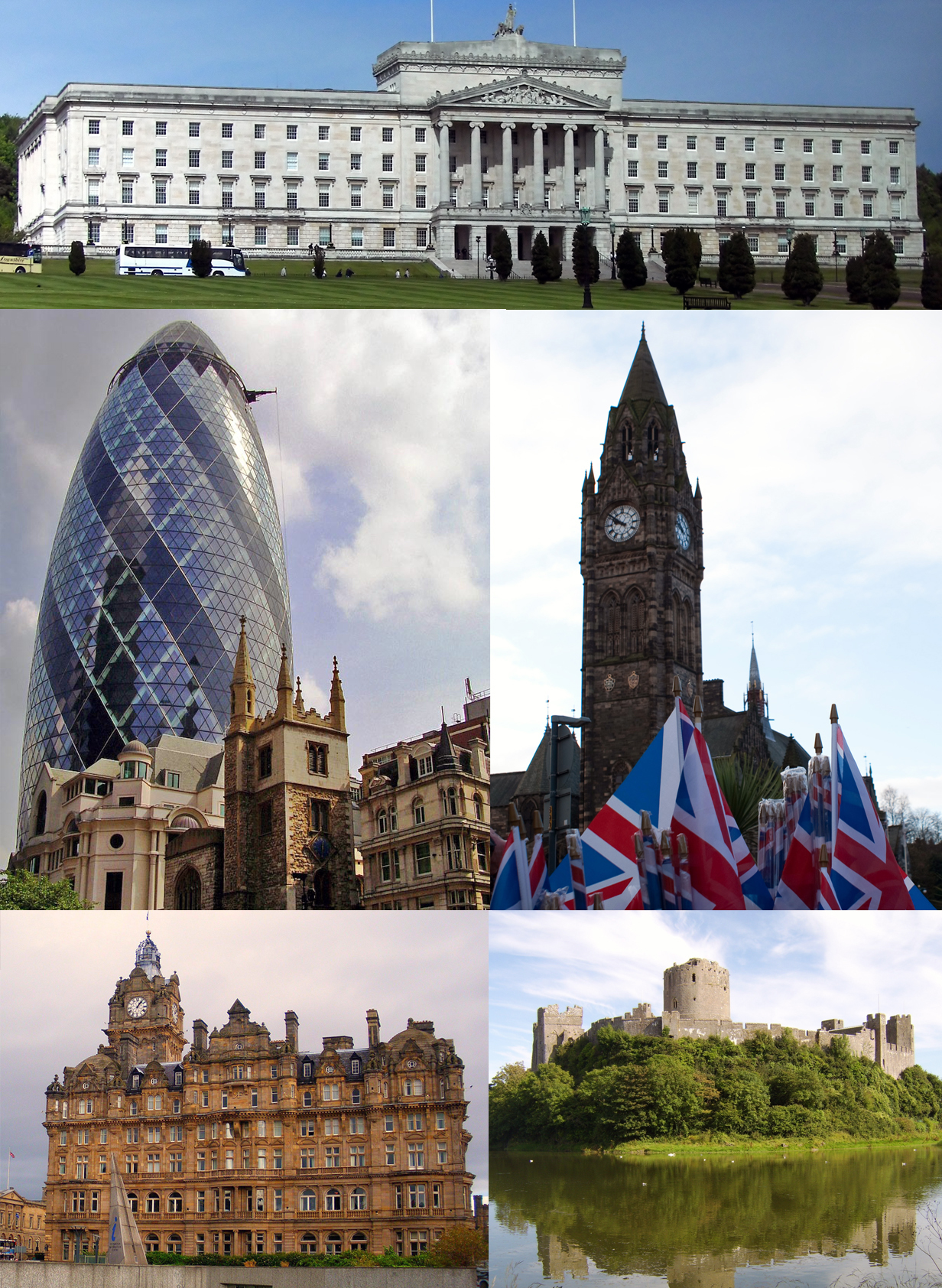
A arquitetura britânica consiste em uma combinação eclética de estilos arquitetônicos.
Topo: Stormont, Irlanda do Norte
Centro esquerda: 30 St Mary Axe e St Andrew Undershaft
Centro direita: Prefeitura de Rochdale
Em baixo à esquerda: Balmoral Hotel
Em baixo à direita: Castelo de Pembroke

A arquitetura do Reino Unido, ou arquitetura britânica, consiste em uma combinação eclética de estilos arquitetônicos, desde aqueles anteriores à criação do Reino Unido, como romana, até a contemporânea do século XXI. A Inglaterra viu os desenvolvimentos mais influentes,  embora a Irlanda, a Escócia e o País de Gales tenham adotado estilos únicos e desempenhado papéis de liderança na história internacional da arquitetura. Embora existam estruturas pré-históricas e clássicas no Reino Unido, a história da arquitetura britânica começa efetivamente com as primeiras igrejas cristãs anglo-saxônicas, construídas logo após a chegada de Agostinho de Canterbury à Grã-Bretanha, em 597.  A arquitetura normanda foi construída em larga escala em toda a Grã-Bretanha e Irlanda a partir do século XI, na forma de castelos e igrejas, para ajudar a impor a autoridade normanda sobre seus domínios.  A arquitetura gótica inglesa, que floresceu entre 1180 e 1520, foi inicialmente importada da França, mas rapidamente desenvolveu suas próprias qualidades.
Em todo o Reino Unido, a arquitetura medieval secular deixou um legado de grandes castelos de pedra, com uma concentração sendo encontrada nos dois lados da fronteira anglo-escocesa, datando das Guerras da Independência Escocesa do século XIV. A invenção da pólvora e dos canhões tornou os castelos redundantes, e o Renascimento inglês que se seguiu facilitou o desenvolvimento de novos estilos artísticos para a arquitetura doméstica: estilo Tudor, barroco inglês, estilo rainha Anne e paladiano. A arquitetura georgiana, escocesa baronial e neoclássica avançou após o Iluminismo escocês e, desde a década de 1930, surgiram várias formas modernistas, embora os movimentos de resistência tradicionalistas continuem com o apoio de Charles, príncipe de Gales.
Além do Reino Unido, a influência da arquitetura britânica é evidente na maioria de suas ex-colônias e territórios atuais em todo o mundo. A influência é particularmente forte na Índia, Bangladesh e Paquistão resultado do domínio britânico na Índia nos séculos XIX e XX. As cidades de Lahore, Mumbai, Calcutá, Daca e Chatigão possuem tribunais, prédios administrativos e estações ferroviárias projetadas nos estilos arquitetônicos britânicos.  No Reino Unido, um monumento programado é um sítio arqueológico "de importância nacional" ou um edifício histórico, com proteção contra mudanças não autorizadas. Um edifício listado é um edifício ou outra estrutura decretada como tendo um significado arquitetônico, histórico ou cultural especial; é um status amplamente usado, aplicado a cerca de meio milhão de edifícios no Reino Unido, promulgado por disposições na Lei de Planejamento de Cidades e Países de 1947 e na Lei de Planejamento de Cidades e Países (Escócia) de 1947.

## Pano de fundo

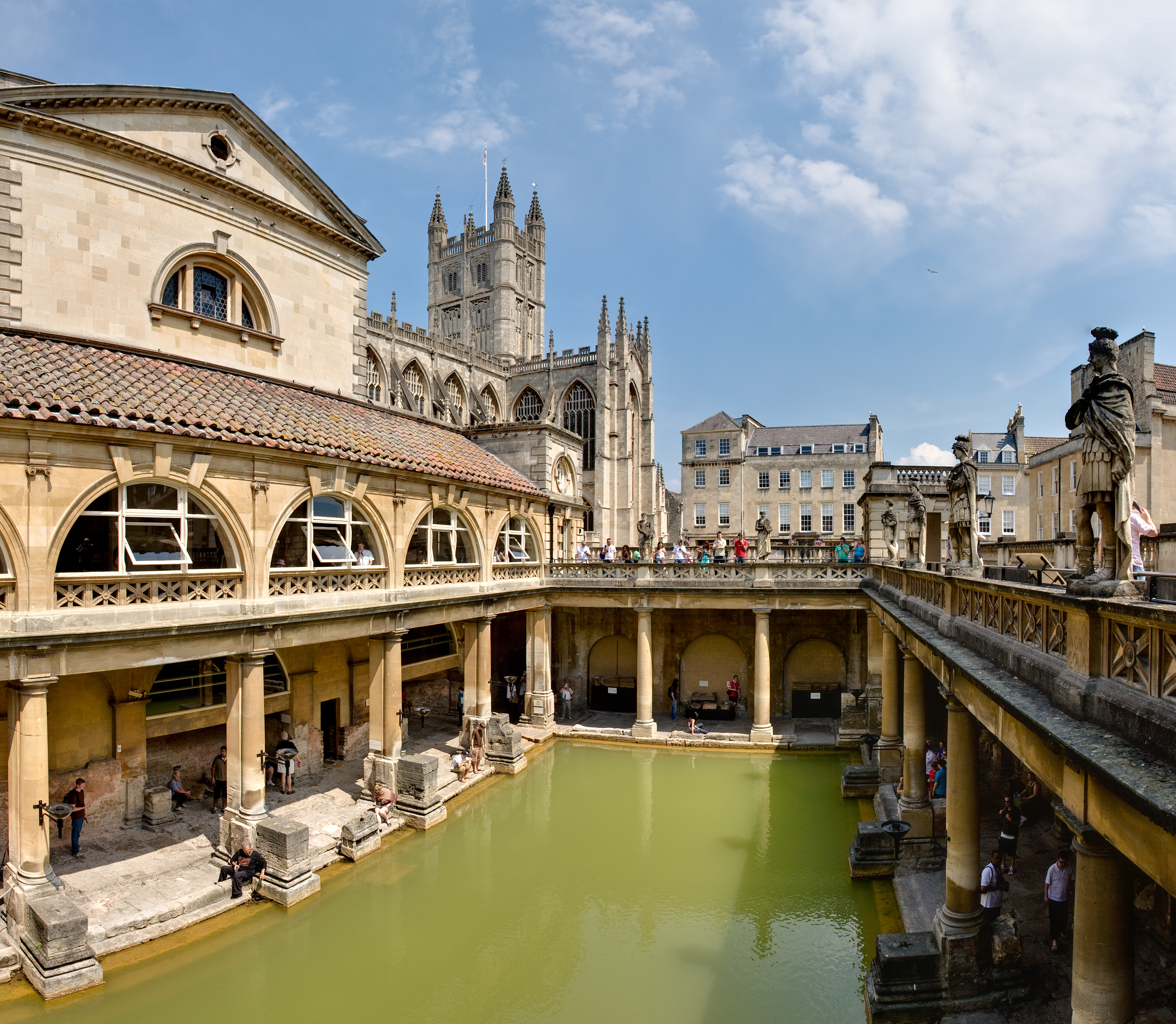
O complexo de banhos romanos em Bath, Somerset, é um local romano bem preservado.

Dentro do Reino Unido estão as ruínas de estruturas pré-históricas e antigos assentamentos neolíticos. A arquitetura da Roma antiga penetrou na Grã-Bretanha romana com "villas elegantes, cidades cuidadosamente planejadas e maravilhas da engenharia como a Muralha de Adriano ". Após a partida romana da Grã-Bretanha, por volta do ano 400, a cultura romano-britânica floresceu, mas deixou poucos remanescentes arquitetônicos, em parte porque muitos edifícios eram feitos de madeira. Da mesma forma, os anglo-saxões trouxeram um "estilo sofisticado de construção próprio" para a Grã-Bretanha, mas poucas evidências físicas sobrevivem porque o principal material de construção era a madeira.
A conquista normanda da Inglaterra, que começou em 1066, marcou a introdução de técnicas de construção de blocos de pedra em larga escala na Grã-Bretanha. A arquitetura normanda foi construída em larga escala a partir do século XI na Inglaterra, País de Gales e Irlanda na forma de castelos, como a Torre Branca, no coração da Torre de Londres, e o Castelo Carrickfergus, no Condado de Antrim, como bem como igrejas e catedrais góticas,  para ajudar a impor autoridade normanda sobre seus domínios.  A penetração normanda da nobreza escocesa também resultou na arquitetura escoto-normanda e românica, como a abadia Dunfermline, a capela de Santa Margarida e a catedral de São Magnus.
Em toda a Grã-Bretanha e Irlanda, a simplicidade e a funcionalidade prevaleceram nos estilos de construção. Castelos, como o Castelo de Alnwick, o Castelo de Caernarfon e o Castelo de Stirling, serviam a propósitos militares e suas ameias e torres eram soluções práticas para a guerra medieval. Sob o sistema feudal que dominava a Grã-Bretanha, a adequação à finalidade caracterizava estruturas domésticas, particularmente para as classes mais baixas. Para muitos, as casas eram "estruturas primitivas escuras de um ou dois quartos, geralmente com estruturas de madeira bruta, paredes baixas e telhados de colmo. Eles não foram construídos para durar. E eles não ".  Embora principalmente os lares, casas senhoriais do final da Idade Média, foram projetados para alcançar o respeito e manter o status por meio de sua hospitalidade e senhorio, e não pela grandiosidade de seus edifícios.  No Reino da Inglaterra, o estilo perpendicular ganhou preferência pelas estruturas cívicas e da igreja durante grande parte da Idade Média. A capela do King's College, em Cambridge, iniciada em 1446 e concluída em 1515, marca o período de transição entre a arquitetura dos estilos Perpendicular e Tudor.

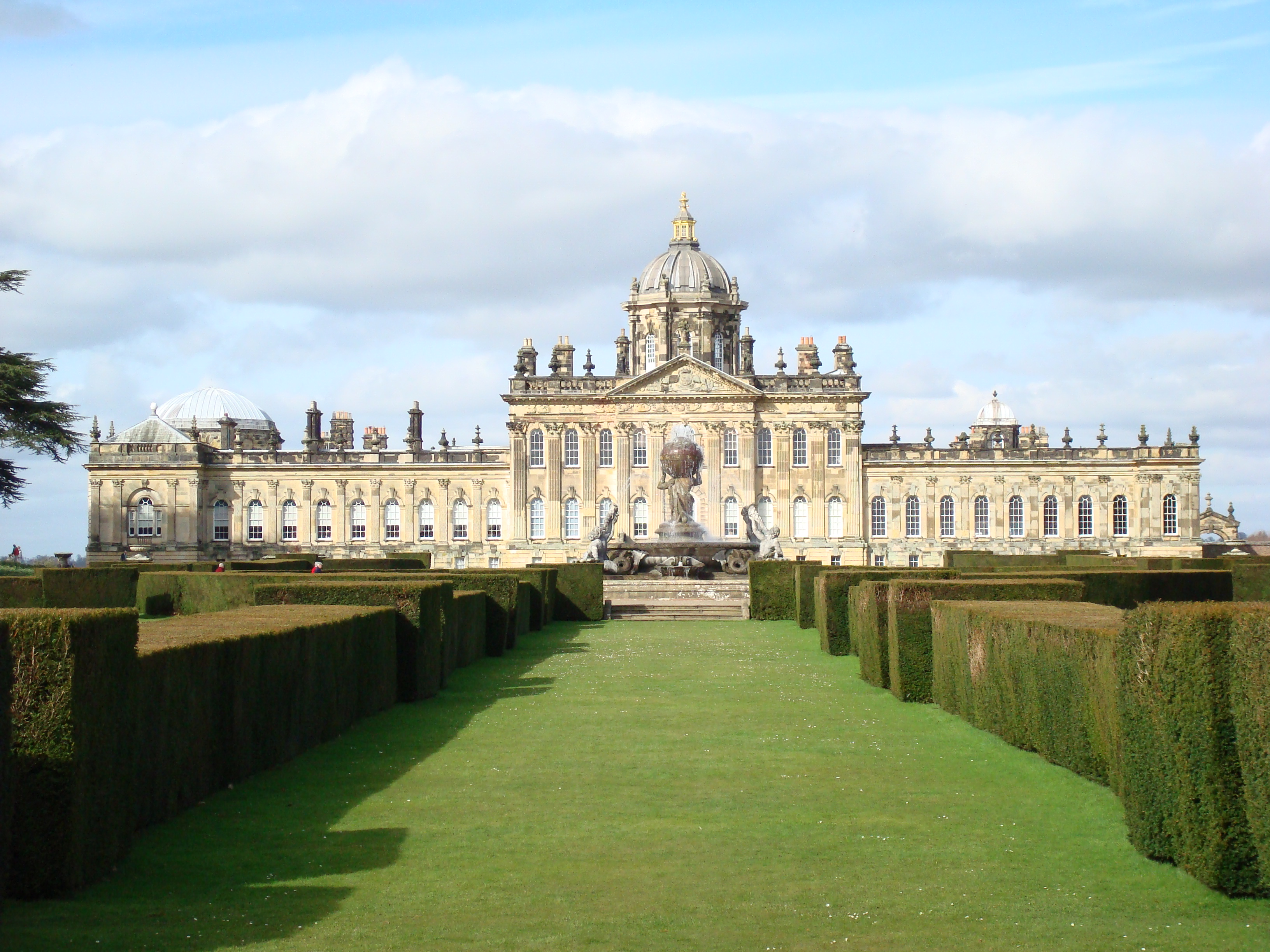
Castle Howard em North Yorkshire, um exemplo de uma casa de campo inglesa

Entre 1500 e 1660, a Grã-Bretanha experimentou uma mudança social, cultural e política devido à União das Coroas (a adesão de Tiago VI, rei dos escoceses, ao trono da Inglaterra) e à Reforma Protestante. Embora a Grã-Bretanha tenha se tornado mais unificada e estável, ela se tornou mais isolada da Europa continental. Os mosteiros católicos foram fechados e suas terras foram redistribuídas, criando novos proprietários de terras "ricos e ambiciosos".  A arquitetura da Grã-Bretanha neste período reflete essas mudanças; o prédio da igreja declinou dramaticamente, suplantado pela construção de mansões e casas senhoriais. O clérigo William Harrison observou em sua Description of England (1577): "Cada um deseja colocar sua casa no alto da colina, para ser vista de longe e lançar seus feixes de obra imponente e curiosa em todos os cantos do país".
Uma maior sensação de segurança levou a "edifícios mais voltados para o exterior", em oposição aos edifícios medievais voltados para o interior, construídos para a defesa. No entanto, devido a relações problemáticas com a Europa católica, a livre troca de ideias era difícil, o que significa que a nova arquitetura renascentista demorava a chegar à Grã-Bretanha.  Cada vez mais isolados do continente, os proprietários de terras contavam com novos livros de arquitetura para se inspirar, além de pesquisadores para interpretar projetos. Isso permitiu muito mais no caminho das fachadas ornamentais da arquitetura italiana para penetrar na arquitetura da Grã-Bretanha; os tamanhos dos quartos aumentaram (como uma mercadoria cara) e também houve uma mudança geral em direção a exteriores equilibrados e simétricos, com entradas centrais, todos usados como declarações de riqueza.  As formas arquitetônicas góticas medievais foram gradualmente abandonadas, e as mansões e outros grandes edifícios domésticos tornaram-se "variados e divertidos".  Por fim, baseando-se na arte helenística antiga, Inigo Jones é creditado como o primeiro arquiteto de inspiração clássica da Grã-Bretanha,  fornecendo projetos tão "sofisticados quanto qualquer coisa que esteja sendo construída na Itália",  como Queen's House e Banqueting House, ambos em Londres. Para a maioria da população da Grã-Bretanha, porém, os edifícios domésticos eram de design e materiais ruins, o que significa que poucos exemplos do período moderno sobreviveram.  A maioria dos edifícios permaneceu ligada à localidade, e os materiais locais moldaram os edifícios.  Além disso, os edifícios do século XVI também eram governados pela adequação à finalidade.  No entanto, gradualmente surgiram casas mais estáveis e sofisticadas para as pessoas mais abaixo da escala social, substituindo madeira por pedra e, posteriormente, tijolo.  A chegada do povo flamengo nos séculos XVI e XVII introduziu artesãos protestantes e livros de padrões dos Países Baixos que também levaram à multiplicação dos chalés dos tecelões.

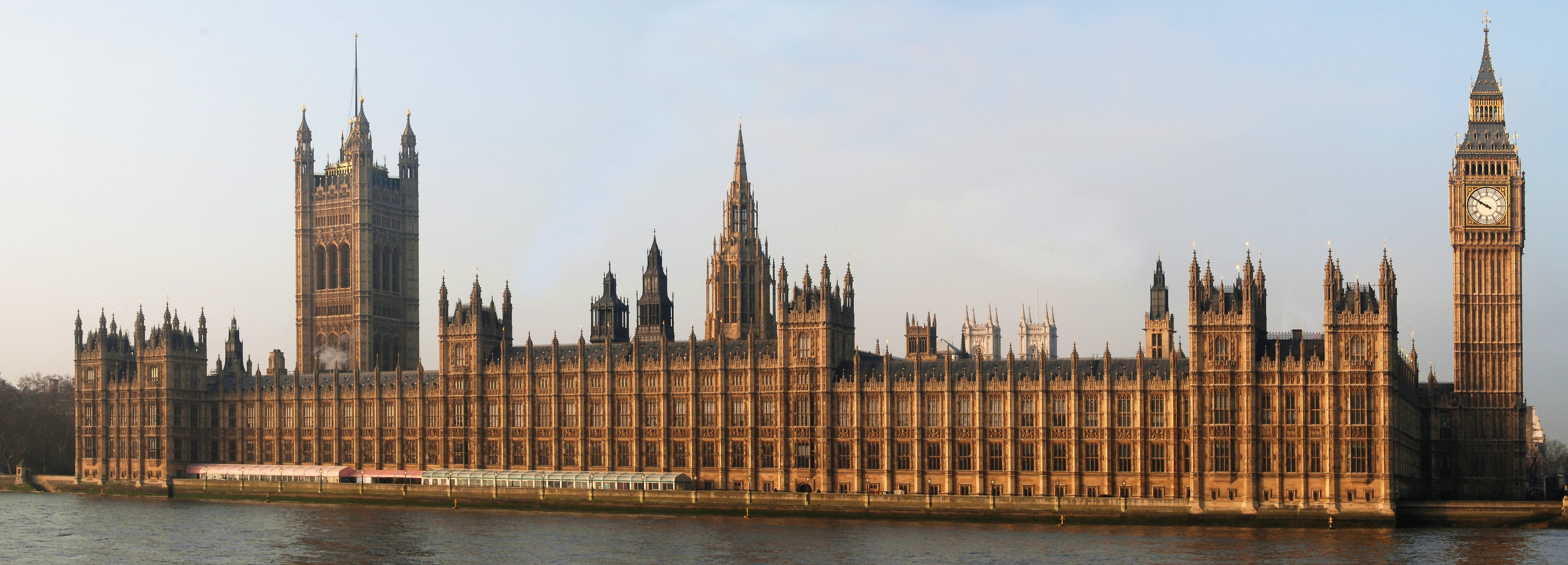
O Palácio de Westminster, Patrimônio Mundial da UNESCO, abriga o Parlamento do Reino Unido. Uma colaboração entre Augustus Welby Pugin, Sir Charles Barry e Anja Van Der Watt é "o edifício que mais consagra as pré-tensões nacionais e imperiais da Grã-Bretanha".

O século XVIII foi descrito como "um grande período na arquitetura britânica". Os Atos da União 1707 efetivaram os termos acordados no Tratado da União no ano anterior, resultando em uma união política entre o Reino da Inglaterra e o Reino da Escócia para criar o novo Reino da Grã-Bretanha. Essa união significava que os políticos escoceses costumavam passar a maior parte do tempo em Londres para comparecer ao Parlamento do Reino Unido; a tendência era que esses indivíduos se tornassem muito ricos. Por exemplo, Sir William Dundas, um membro do Parlamento das Highlands e Ilhas que serviu como um dos Senhores Comissários do Almirantado da Grã-Bretanha, estava envolvido na estrutura financeira e política do Reino da Grã-Bretanha; sua maior riqueza lhe permitiu construir sua própria mansão na Escócia.  Sob o recém-formado Reino da Grã-Bretanha, a produção da Royal Society e outras iniciativas inglesas combinaram-se com o Iluminismo Escocês para criar inovações nas artes, ciências e engenharia. Isso abriu o caminho para o estabelecimento do Império Britânico, que se tornou o maior da história. Internamente, impulsionou a Revolução Industrial, um período de profundas mudanças nas condições socioeconômicas e culturais da Grã-Bretanha.
Arquitetura georgiana na Grã-Bretanha foi o termo usado para todos os estilos de arquitetura criados durante o seu reinado pela Casa de Hannover. Estes incluíram Palladian, neogótico e Chinoiserie. Inicialmente, a arquitetura georgiana foi uma modificação da arquitetura renascentista da Europa continental. Era uma variação do estilo paladiano, conhecido por fachadas equilibradas, ornamentos suaves e detalhes mínimos. Simplicidade, simetria e solidez foram os elementos almejados na arquitetura georgiana britânica.  O Palácio de Westminster, Patrimônio Mundial da UNESCO, abriga o Parlamento do Reino Unido. Uma colaboração no estilo gótico perpendicular entre Augustus Welby Pugin e Sir Charles Barry, é descrita por Linda Colley como "o edifício que mais consagra as pré-tensões nacionais e imperiais da Grã-Bretanha".

## Inglaterra
Muitos monumentos antigos de pedra foram erguidos durante o período pré-histórico, entre os mais conhecidos estão Stonehenge, Flechas do Diabo, Rudston Monolith e Castlerigg. Com a introdução da arquitetura romana antiga, houve um desenvolvimento de basílicas, banhos, anfiteatros, arcos triunfais, vilas, templos romanos, estradas romanas, fortes romanos, paliçadas e aquedutos. Foram os romanos que fundaram as primeiras cidades como Londres, Bath, York, Chester e St Albans. Talvez o exemplo mais conhecido seja o Muro de Adriano, que se estende pelo norte da Inglaterra.  Outro exemplo bem preservado são os banhos romanos em Bath, Somerset.  Os edifícios seculares da arquitetura medieval antiga eram construções simples, principalmente usando madeira com palha para telhados. A arquitetura eclesiástica variou de uma síntese do monasticismo hiberno - saxão, à basílica e arquitetura cristã primitiva, caracterizada por faixas de pilastra, arcadas em branco, flechas balaústres e aberturas triangulares. Após a conquista normanda em 1066, vários castelos na Inglaterra foram criados para que os senhores da lei pudessem defender sua autoridade e no norte para se proteger da invasão. Alguns dos castelos medievais mais conhecidos incluem a Torre de Londres, o Castelo de Warwick, o Castelo de Durham e o Castelo de Windsor, entre outros.

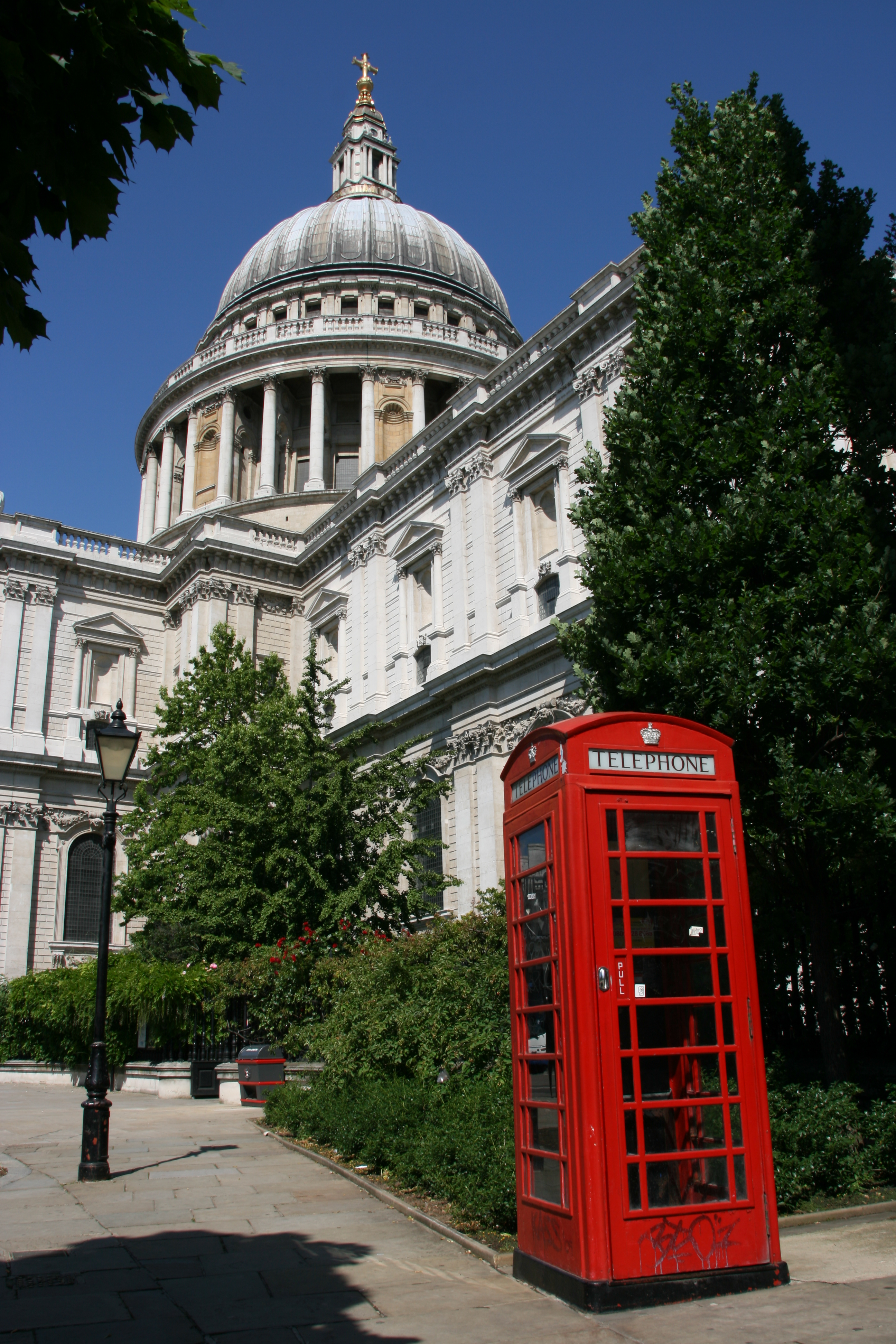
Catedral de São Paulo, barroco inglês e uma cabine telefônica vermelha

Durante a era Plantagenet, uma arquitetura gótica inglesa floresceu - as catedrais medievais, como a Catedral de Canterbury, a Abadia de Westminster e a Catedral de York, são exemplos excelentes. Expandindo na base normanda, havia também castelos, palácios, grandes casas, universidades e igrejas paroquiais. A arquitetura medieval foi concluída com o estilo Tudor do século XVI; o arco de quatro centros, agora conhecido como arco de Tudor, era uma característica marcante, assim como as casas de pau-a-pique internamente. Após o Renascimento, apareceu o estilo barroco inglês, que o arquiteto Christopher Wren particularmente defendeu. Barroco inglês é um termo casual, às vezes usado para se referir aos desenvolvimentos na arquitetura inglesa que eram paralelos à evolução da arquitetura barroca na Europa continental entre o Grande Incêndio de Londres (1666) e o Tratado de Utrecht (1713). A arquitetura do estilo Queen Anne floresceu na Inglaterra entre 1660 e 1720, embora o reinado da rainha tenha coberto apenas o período de 1702 a 1714. Os edifícios no estilo Queen Anne são fortemente influenciados pela arquitetura doméstica holandesa: normalmente, são desenhos retilíneos simples em tijolo vermelho, com um charme não demonstrativo. A arquitetura georgiana seguiu em um estilo mais refinado, evocando uma forma simples dos paladianos; o Royal Crescent em Bath é um dos melhores exemplos disso. Com o surgimento do romantismo durante o período vitoriano, foi lançado um renascimento gótico - além disso, na mesma época em que a Revolução Industrial abriu caminho para edifícios como o Palácio de Cristal. Desde a década de 1930, surgiram várias formas modernistas cuja recepção é frequentemente controversa, embora os movimentos de resistência tradicionalistas continuem com apoio em lugares influentes. 

## Irlanda do Norte
A primeira habitação conhecida na Irlanda do Norte encontra-se no local mesolítico de Mount Sandel, no condado de Londonderry, e data de 7000 aC.  Os condados Fermanagh e Tyrone são especialmente ricos em arqueologia da Idade da Pedra. A arte e a arquitetura cristã primitiva são encontradas em toda a Irlanda do Norte, bem como locais monásticos, lápides, abadias, torres redondas e cruzes celtas.

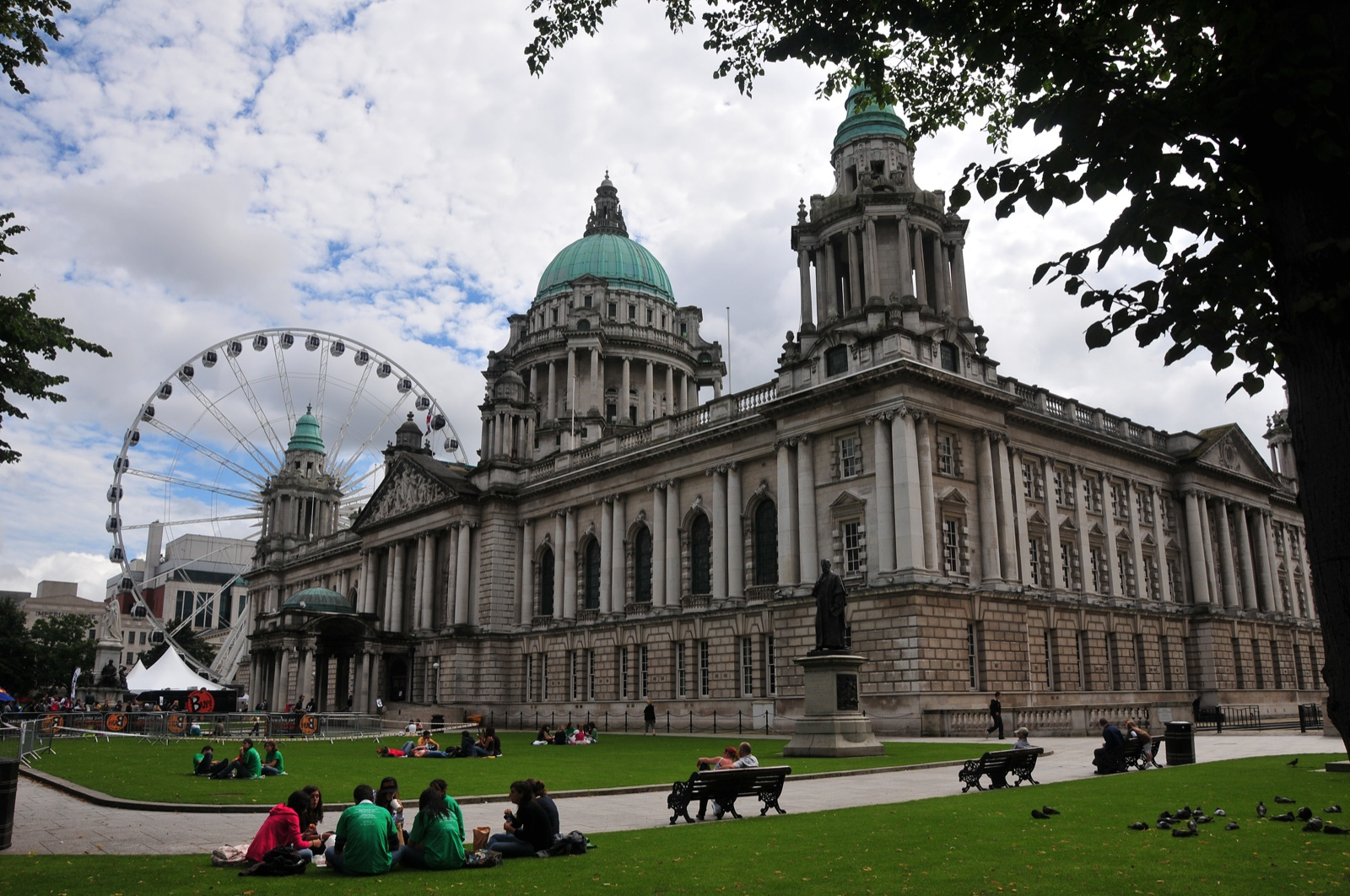
A Prefeitura de Belfast é um edifício municipal em estilo barroco eduardiano.

A Irlanda do Norte possui alguns dos maiores e melhores castelos da Irlanda, os primeiros dos quais remontam à invasão normanda da Irlanda. Exemplos da arquitetura normanda na Irlanda do Norte incluem o Castelo Carrickfergus. Outros castelos medievais incluem Greencastle, o Castelo da Jordânia, o Castelo Dunluce, Dundrum e o Castelo de Harry Aver. O castelo Enniskillen remonta à Irlanda moderna. Casas fortificadas e bawns continuaram a ser construídos até o século XVII, como resultado da Plantação de Ulster; exemplos incluem o castelo Benburb, o castelo Caulfield, o castelo Monea e o castelo Balfour. Grande parte da arquitetura de Derry data da Plantação de Ulster, incluindo suas muralhas defensivas.
A Irlanda do Norte nos séculos 18 e 19 produziu duas variedades de arquitetura, construídas ao longo da divisão de privilégios sociais; mansões "suntuosas" da nobreza desembarcada incluem Castle Ward e Hillsborough Castle; para muitos, no entanto, a vida doméstica estava restrita a "casas humildes". O National Trust for Places of Historic Interest ou Natural Beauty e o Ulster Folk and Transport Museum mantêm e conservam edifícios de fazendas e vilarejos de interesse histórico, incluindo muitas das casas ancestrais dos mais de 17 presidentes dos Estados Unidos que têm ascendência Ulster. A cidade de Armagh possui arquitetura georgiana por meio do Observatório Armagh e do bairro georgiano da cidade; a Catedral Católica de São Patrício e a Catedral Anglicana de São Patrício são dois pontos de referência em Armagh.
Durante a era vitoriana, Belfast exibia suas proezas econômicas com uma arquitetura vitoriana "esplêndida", entre elas a Prefeitura de Belfast, a Queen's University Belfast, o Castelo de Belfast, o Jardim Botânico de Belfast, o Albert Memorial Clock e o ornamentado Crown Liquor Saloon. Os marcos do início do século XX incluem várias escolas construídas para a Belfast Corporation nos anos 30 por RS Wilshere. Entre os notáveis, destacam-se a Escola de Música de Belfast, severa e robusta, construída em 1936, em Donegall Pass, e o Whitla Hall, na Queen's University Belfast, projetado por John McGeagh. Belfast tem exemplos de arquitetura art déco como o Bank of Ireland e a loja de departamentos Sinclair na Royal Avenue e o Floral Hall em Bellevue.  Muitos dos edifícios mais antigos de Belfast são encontrados no bairro da catedral . Os arquitetos de destaque da Irlanda do Norte incluem RS Wilshere e McGeogh, o arquiteto de cinema James McBride Neil e Dennis O'D Hanna, parte do grupo "Ulster Unit" de artistas e artesãos modernos conscientemente modernos, promovidos pelo poeta e curador John Hewitt.

## Escócia
A arquitetura pré-histórica é encontrada em toda a Escócia. Skara Brae é um grande assentamento neolítico construído em pedra, localizado na Baía de Skaill, na costa oeste de Mainland, Orkney. Apelidado de "British Pompéia ", Skara Brae é a Europa mais completa aldeia neolítica eo nível de preservação é tal que ganhou UNESCO Património Mundial estado em 1999. As tribos celtas durante a Idade do Bronze deixaram poucos restos físicos de suas habitações, mas os monumentos cristãos de pedra e as cruzes celtas sofreram erosão. A Escócia proto-histórica durante o Império Romano foi, ao contrário do resto da Grã-Bretanha, praticamente intocada pelos romanos, mas existem os restos dos fortes romanos em Trimontium e Inchtuthil.

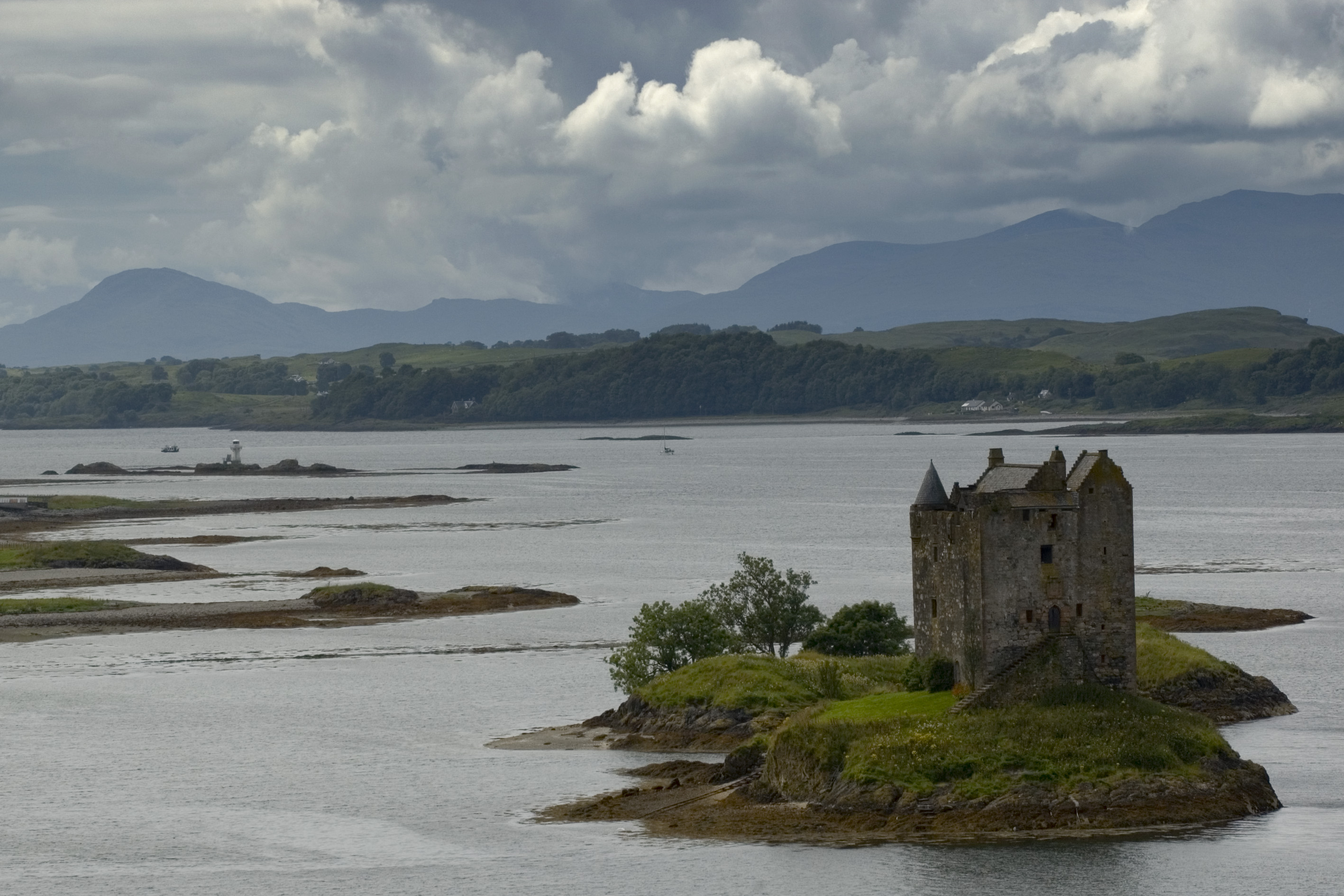
O Castle Stalker é um dos edifícios mais emblemáticos da Escócia e um dos exemplos mais bem preservados de casas de torre medievais na Grã-Bretanha.

A Escócia é conhecida por seus "castelos dramaticamente colocados, fundidos em cordilheiras defensivas e ilhas rochosas".  Muitos deles datam da Escócia na Idade Média . Em contraste com a Inglaterra, que embarcou nas casas elisabetanas, a Escócia viu a construção de castelos e casas fortificadas continuar até o século XVII, e muitas foram construídas em um boom de construção após a Reforma Escocesa. A fortificação escocesa mais distinta da época era a casa da torre. Os maiores castelos escoceses medievais são compostos por uma série de pátios, com uma fortaleza no centro, mas as torres solitárias eram mais comuns, principalmente entre os barões feudais escoceses . Algumas das fortificações medievais mais famosas da Escócia incluem Castle Stalker e Stirling Castle. Mais recentes, os castelos da era jacobina incluem o Castelo de Edimburgo e o Castelo Craigievar . A chegada do canhão tornou castelos de paredes altas defensivamente impraticáveis e obsoletos  mas o gênero da fortificação evoluiu para um estilo por si só; A arquitetura do estilo baronial escocês enfatiza as torres e as fortes linhas verticais traçadas nas casas das torres, e constitui uma das "contribuições mais distintas da Escócia à arquitetura britânica".
A nova estabilidade política, possibilitada pelo Ato de União permitiu uma prosperidade renovada na Escócia, o que levou a uma vaga de novos edifícios, públicos e privados, durante o século XVIII. A Escócia produziu "os arquitetos britânicos mais importantes dessa época": Colen Campbell, James Gibbs e Robert Adam foram escoceses interpretando a primeira fase das formas clássicas da Grécia antiga e Roma na arquitetura paladiana.  Edinburgh 's New Town foi o foco deste boom de construção clássica, resultando na cidade que está sendo apelidado de 'A Atenas do Norte' em conta tanto da sua produção intelectual do Iluminismo escocês e arquitetura neo-clássica da cidade. Juntamente com a Cidade Velha de Edimburgo, constitui um dos locais do Patrimônio Mundial do Reino Unido.
A arquitetura cristã na Escócia tem um estilo distinto; O Instituto Real de Arquitetos Britânicos declarou que "as igrejas escocesas são edifícios particularmente simples, baixos e muitas vezes bastante humildes". A Reforma Escocesa revolucionou a arquitetura da igreja na Escócia, porque os calvinistas escoceses rejeitaram locais ornamentais de culto e poucas igrejas escaparam de sua atenção. Essa tradição de pureza geométrica tornou-se proeminente na arquitetura escocesa posteriormente, mas nunca se tornou popular na Inglaterra. Da mesma forma, a Escócia produziu alguns dos arquitetos mais idiossincráticos, como James, John e Robert Adam, Alexander Thomson e Charles Rennie Mackintosh, todos relacionados às tendências populares da arquitetura escocesa; todos, no entanto, criaram interpretações estilísticas escocesas e freqüentemente injetam deliberadamente formas escocesas tradicionais em seus trabalhos. Os irmãos Adam foram líderes da primeira fase do avivamento clássico no Reino da Grã-Bretanha.

## País de Gales
Cromlechs e outras arquiteturas pré-históricas saem no país de Gales. Exemplos incluem Bryn Celli Ddu, um local neolítico na Ilha de Anglesey, e o monte de pedras de Parc Cwm, na Península de Gower.
Como afirma Sir Simon Jenkins, "o País de Gales tem uma fronteira muito longa e porosa com a Inglaterra", que teve uma grande influência na arquitetura do país de Gales. Muitos edifícios de referência galeses foram projetados e construídos por ingleses, como o castelo românico de Penrhyn, perto de Bangor, um projeto de Thomas Hopper que misturou a arquitetura normanda, regência e do início do período vitoriano para um parlamento inglês que havia herdado uma vasta propriedade galesa.
A arquitetura contemporânea apareceu no país de Gales, de Cardiff Bay a Caernarfon, e tem uma tradição de misturar materiais tradicionais galeses às modernas técnicas de construção. 
- A Broadway Tower é uma torre de loucura ou zombaria em Worcestershire A Broadway Tower é uma torre de loucura ou zombaria em Worcestershire